# Dollan Aqua Centre

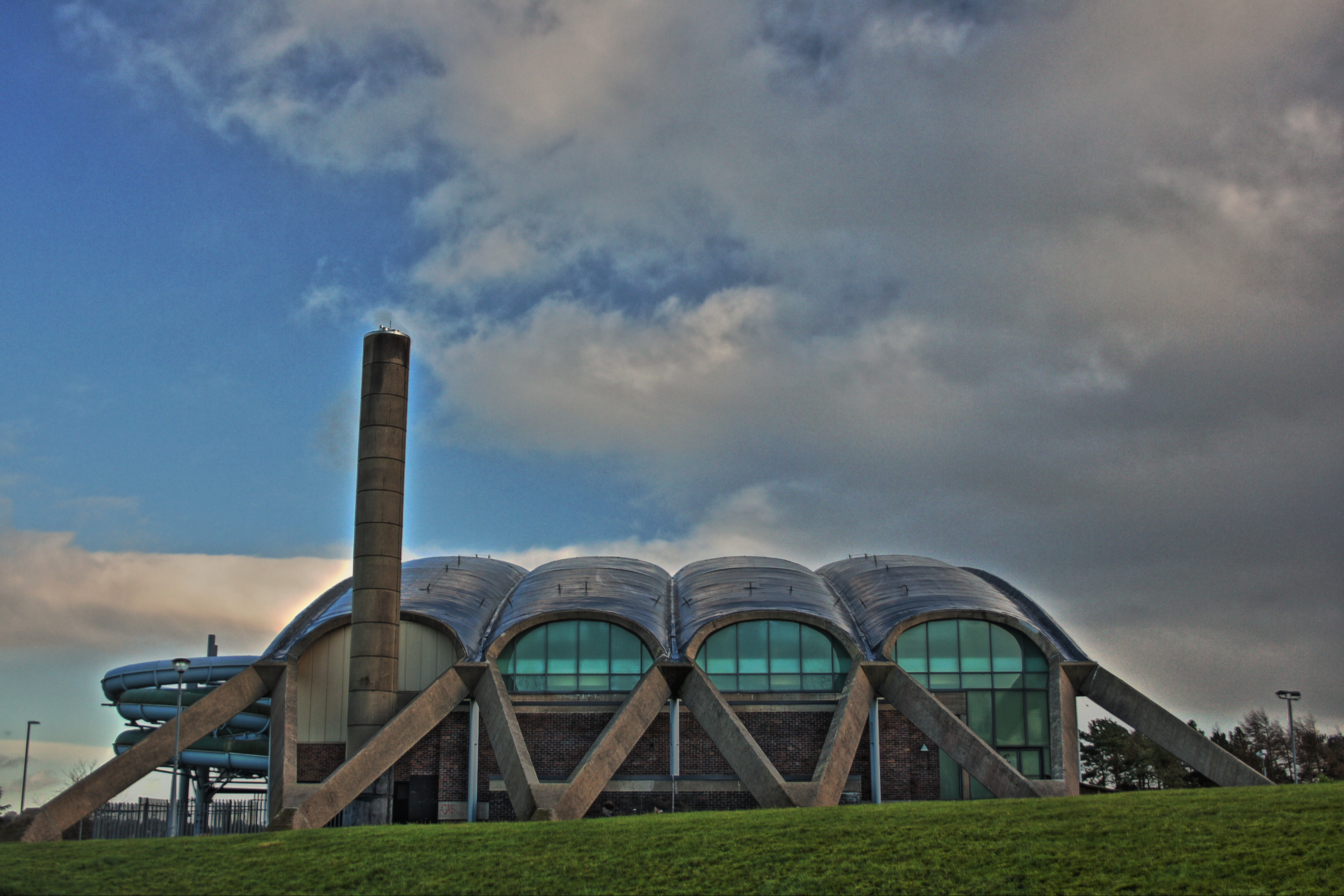
Dollan Aqua Centre

Das Dollan Aqua Centre, auch Dollan Baths, ist ein Schwimmbad in der schottischen Stadt East Kilbride in der Council Area South Lanarkshire. Es ist benannt nach Patrick Dollan, der einst Lord Provost von Glasgow war. 1994 erfolgte die Aufnahme des Dollan Aqau Centres in die Liste der 60 bedeutendsten schottischen Nachkriegsbauwerke. 2002 wurde das Bauwerk in die schottischen Denkmallisten in der höchsten Denkmalkategorie A aufgenommen.

## Geschichte
Bereits im Bebauungsplan von 1958 war eine Fläche im Stadtzentrum für die Errichtung einer Badeanstalt vorgesehen. Ein Beschluss aus dem Jahre 1961 sah die Verlegung in den Town Centre Park vor. In diesem wurde schließlich drei Jahre darauf mit dem Bau des Dollan Aqua Centre begonnen. Man entschied sich jedoch für eine prominentere Position auf einer Hügelkuppe. Am 24. September 1964 wurde der erste Spatenstich durch George Brown, den stellvertretenden Parteivorsitzenden der Labour Party, feierlich vollzogen.
Den Entwurf lieferte der schottische Architekt Alexander Buchanan Campbell, der für zahlreiche öffentliche Bauten in Glasgow und direkter Umgebung verantwortlich zeichnet. Sein Entwurf wurde inspiriert von der Kokuritsu Yoyogi Kyōgijō, der Schwimmanlage der Olympischen Sommerspiele 1964 sowie dem Stadio del Nuoto der Olympischen Sommerspiele 1960. Der Bau der 1965 fertiggestellten Anlage schlug mit 600.000 £ zu Buche. Ursprünglich mit Fokus auf den Wettkampfsport konzipiert, wurden die Dollan Baths Mitte der 1990er Jahre für 4,5 Mio. £ für die Bedürfnisse einer öffentlichen Badeanstalt umgerüstet. 2008 wurden Renovierungsarbeiten abgeschlossen, die 9 Mio. £ kosteten.

## Beschreibung
Das markante Bauwerk nimmt eine Innenfläche von 76 m × 29 m ein. Das Grundgerüst der Dachkonstruktion bilden fünf vorgespannte Betonbögen mit Längen von 99 m. An beiden Gebäudeseiten spalten sie auf und sind im Winkel von 30° eintretend im Erdreich verankert. In diese Bögen sind vier elliptische Dachelemente eingehängt. Ebenso wie die Seitenflächen, sind die elliptischen Dachabschlüsse verglast.
Im Innenraum sind zwei Schwimmbecken zu finden, ein 14,6 m breites Hauptbecken mit einer Höchsttiefe von 4,3 m sowie ein Nichtschwimmerbecken (9,8 m × 4,9 m). An einer Seite ist eine Tribüne für 600 Zuschauer aufgebaut. Die Länge des Hauptbeckens beträgt 165 Fuß (50,29 m). Da die Abmaße nicht denen einer Wettkampfbahn (50 m × 12 m) entsprechen, wurde das Becken in den 1990er Jahren verkleinert. Des Weiteren wurde eine Barriere eingeführt, die es erlaubt das Becken quer hälftig zu Teilen. Durch einen höhenvariablen Beckenboden können so separate Schwimmbereiche eingerichtet werden. Um den Ansprüchen von Familienbesuchern gerecht zu werden, wurden die ehemals geschlechtergetrennten Umkleidebereiche zu einem großen Bereich vereint.